# Ptilogonys caudatus
Ptilogonys caudatus là một loài chim trong họ Ptilogonatidae.